# Stampeders de Calgary (hockey sur glace)
Pour les articles homonymes, voir Stampeders de Calgary.
Les Stampeders de Calgary sont un club de hockey sur glace de Calgary en Alberta au Canada. Il évolue dans la Western Hockey League entre 1952 et 1963 après une saison dans la Pacific Coast Hockey League et dans d'autres ligues mineures.

## Historique
Le club est créé en 1938. À la fin de la saison 1962-1963, l'équipe arrête ses activités.

## Trophées
- Champion de la WCSHL : 1946, 1947, 1950

## Logos successifs

Logo de 1952 à 1962
Logo de 1962 à 1963